# Ellen Wilson

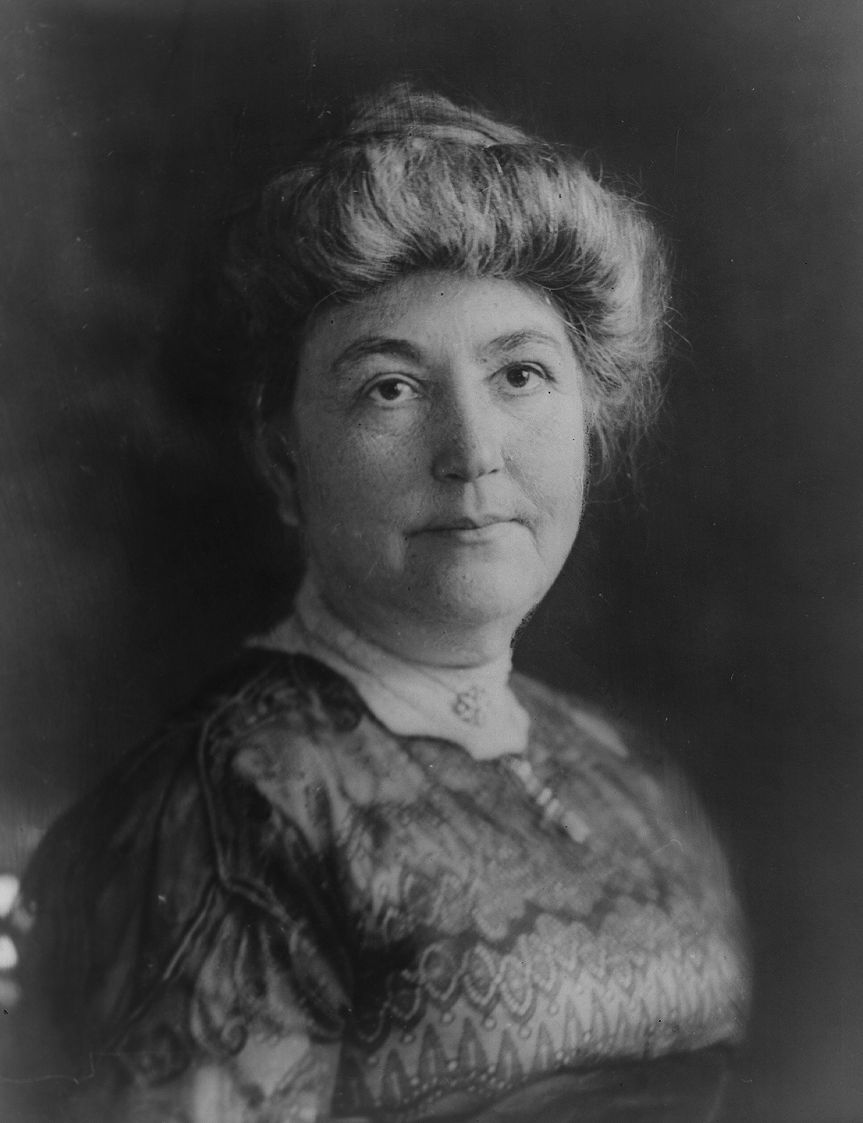
Ellen Wilson, 1912

Ellen Wilson (* 15. Mai 1860 in Savannah, Georgia als Ellen Louise Axson; † 6. August 1914 im Weißen Haus, Washington, D.C.) war die erste Ehefrau von US-Präsident Woodrow Wilson und die First Lady der Vereinigten Staaten von 1913 bis zu ihrem Tod.
Ihre Eltern waren Reverend Samuel Edward Axson (1836–1884) und Margaret Jane Hoyt (1831–1881). Als ältestes von vier Kindern wuchs sie in Rome, Georgia, auf.
Ellen und Woodrow, die sich bereits seit ihrer Kindheit kannten, heirateten am 24. Juni 1885. Sie hatten drei Kinder: Margaret Woodrow Wilson (1886–1944), Jessie Woodrow Wilson (1887–1933) und Eleanor Randolph Wilson (1889–1967).
Nach ihrem Tod heiratete Woodrow 1915 Edith Bolling Galt.